# Rainer Schwarz (Sinologe)
Rainer Schwarz (* 6. Dezember 1940 in Berlin; † 4. Oktober 2020 ebenda) war ein deutscher Sinologe und Übersetzer literarischer Texte aus dem Chinesischen und Russischen.

## Leben
Schwarz kam 1940 als dritter Sohn des Tischlers Fritz Schwarz und der Blumenbinderin Friedl Schwarz, geb. Hiller, in Berlin zur Welt. Rainer Schwarz berichtete, seine Mutter habe schon während seiner Kindheit im sowjetisch besetzten Nachkriegs-Berlin mit Geschichten aus China seine Neugierde auf diese vermeintlich bessere Welt und seine unbekannte Schrift geweckt. Im Alter von 12 Jahren habe er sein erstes Chinesisch-Wörterbuch besessen, mit 14 Jahren sei seine erste Teilnahme an einem Chinesischkurs von Alfons Mainka an der Volkshochschule gefolgt. In der elften Klasse habe er mit ersten Übersetzungen und Briefwechseln in Chinesisch begonnen.
1958 folgte Schwarz’ Abitur an der Schliemann-Schule mit der Note „sehr gut“; für seine Leistungen in Russisch erhielt er eine Herder-Medaille. Nach seinem Abitur schrieb er sich an der Humboldt-Universität in Sinologie ein, im Nebenfach studierte er Geschichte. Sein Studium schloss er 1963 mit der Diplomarbeit Beiträge zur Geschichte des chinesischen Seeleuteverbandes ab. 1970 wurde er mit der Arbeit Die Revolutionierung des Chinesischen Seeleuteverbandes promoviert.
Von 1971 bis 1975 hielt er sich erstmals in China auf und war als Dolmetscher der Handelspolitischen Abteilung der DDR-Botschaft in Peking tätig. 1975 folgte die Rückkehr nach Ost-Berlin mit einer Stelle als Wissenschaftlicher Mitarbeiter am Zentralinstitut der Geschichte der Akademie. Ab 1978 war er freiberuflicher Dolmetscher, häufig für Waggonbaubetriebe, und hatte viele Gelegenheiten für weitere Chinareisen. Die Stasi verhängte 1980 eine vierjährige Reisesperre, sodass er mehr Zeit zum Übersetzen hatte. Seine Dolmetschertätigkeit geriet mit der Deutschen Wiedervereinigung in eine Nachfragekrise. 2004 ging er in Rente.
Rainer Schwarz verstarb 2020 nach längerer Krankheit in Berlin. Er hinterließ seine Memoiren dem Sinologen Hartmut Walravens, der sie 2022 veröffentlichte.

## Werk
Er übersetzte chinesische Märchensammlungen, literarische Werke von Yuan Mei, Yue Jun, Shen Fu, Hebengge, Shen Qifeng und anderen aus dem Chinesischen und literarische Werke von Michail Prischwin, Nadeshda Durowa und anderen Autoren aus dem Russischen.
Als seine bedeutendste Leistung gilt seine im Jahr 2007, nach zehnjähriger Arbeit erschienene Übersetzung der ersten, aus der Feder von Cao Xueqin stammenden 80 Kapitel des chinesischen Romans Hongloumeng. Die von Martin Woesler vorgenommene Edition seiner Übersetzung sowie die Übersetzungsqualität der weiteren, der zweiten Auflage 2009 hinzugefügten Kapitel 81 bis 120 beurteilte Schwarz äußerst kritisch.
Viele von ihm übersetzte Texte wurden zum ersten Mal in einer westlichen Sprache zugänglich gemacht.

## Übersetzungen aus dem Chinesischen (nach Autopsie)
- Die Gingkofee. Acht chinesische Volksmärchen aus der Provinz Schandung [= Shandong]. Übertragen und herausgegeben von Rainer Schwarz. Leipzig: Insel-Verlag 1978. (Insel-Bücherei Nr. 566.)
- Chinesische Märchen. Märchen der Han. Herausgegeben von Rainer Schwarz. Leipzig: Insel-Verlag 1981.
- Shen Fu: Sechs Aufzeichnungen über ein unstetes Leben [= Fusheng liuji]. Mit 18 Reproduktionen nach Tuschmalereien auf Seide von Teng Shaoquan und Zhang Zhaoji. Leipzig: Verlag Philipp Reclam jun. 1989.
- Die wundersame Geschichte von der Donnergipfelpagode [= Léi fēng tă qí zhuàn]. Leipzig: Reclam-Verlag 1991. (Mit einem Essay von Lu Xun sowie 10 Pinselzeichnungen von Yan Meihua und Yan Zhiqiang und einem Holzschnitt von Wang Hongshi.)
- Zhang Xianliang: Gewohnt zu sterben. Aus dem Chinesischen von Rainer Schwarz. Berlin: edition q 1994.
- Yuan Mei: Chinesische Geistergeschichten [= Zi bu yu, Auswahl]. Herausgegeben und übersetzt von Rainer Schwarz.  Frankfurt am Main und Leipzig: Insel Verlag 1997. (Insel Taschenbuch 1979.)
- Geschichten vom Hörensagen : Novellen der Qing-Zeit [= Ershi lu] / Yue Jun. Wiesbaden: Harrassowitz Verlag 2003. (Asien- und Afrika-Studien der Humboldt-Universität zu Berlin, Bd. 14.); ISBN 3-447-04747-X
- Hebengge [He Bang'e]: Nachschriften von Nachtgesprächen [= Yetan suilu]. Berlin: Staatsbibliothek zu Berlin 2006. (Auswahl, Übersetzung aus dem Chinesischen, Einleitung, Anmerkungen und Register von Rainer Schwarz.)
- Die Scherzglocke [= Xie duo] / Tji-feng Schën [= Shen Qifeng].  Berlin: Staatsbibliothek zu Berlin 2006; ISBN 3-88053-136-6
- Tsau Hsüä-tjin (Cao Xueqin): Der Traum der Roten Kammer oder Die Geschichte vom Stein. Europäischer Universitätsverlag 2007, ISBN 3865150101.
- Mao Xiang: Erinnerungen aus der Schattenaprikosenklause. Beijing: Foreign Language and Research Press 2009. (Chinesisch und deutsch.)
- Hebengge: Nachtgespräche, niedergeschrieben. Auswahl, Übersetzung aus dem Chinesischen, Einleitung und Anmerkungen von Rainer Schwarz. Gossenberg: Ostasien Verlag 2014. (Reihe Phönixfeder, Bd. 22.)
- Shen Qifeng: Die Scherzglocke. Auswahl, Übersetzung aus dem Chinesischen, Einleitung und Anmerkungen von Rainer Schwarz. Gossenberg: Ostasien Verlag 2015. (Reihe Phönixfeder, Bd. 26.)
- Fünf Arten von Glück. Betrachtungen, Erzählungen und historische Skizzen aus dem China des 15. bis 19. Jahrhunderts. Ausgewählt, übersetzt und mit einer Einführung von Rainer Schwarz. Gossenberg: Ostasien Verlag 2015. (Reihe Phönixfeder, Bd. 28.)
- Aufzeichnungen über die Meere. Niedergeschrieben von Yang Bingnan, nach dem mündlichen Bericht von Xie Qinggao. Übersetzt und mit einer Einführung von Rainer Schwarz, herausgegeben von Martin Hanke, mit einem Vorwort von Hartmut Walravens. Gossenberg: OSTASIEN Verlag 2020. (Reihe Phönixfeder, Bd. 36.)

## Übersetzungen aus dem Russischen
- Prischwin, Michail: Im Land der ungestörten Vögel. Skizzen aus der Wyg-Gegend. Mit 17 Aquarellen von Konstantin Sokolow. Frankfurt am Main: Büchergilde Gutenberg 1985.
- Die sieben Abenteuer des Prinzen Hatem. Ein iranischer Märchenroman. Leipzig und Weimar: Gustav Kiepenheuer Verlag 1990.
- Durowa, Nadeshda: Die Offizierin. Das ungewöhnliche Leben der Kavalleristin Nadeshda Durowa erzählt von ihr selbst. Mit einer biographischen Notiz von Viktor Afanasjew, Leipzig: Gustav Kiepenheuer Verlag 1994; ISBN 3-378-00557-2
- Starikov, Vladimir Sergeevič: Die materielle Kultur der Chinesen in den Nordostprovinzen der VR China. Herausgegeben von Mareile Flitsch und Hartmut Walravens. Wiesbaden: Harrassowitz Verlag 2008. (Opera Sinologica Documenta, Bd. 2.)

## Essays, Beiträge (Auswahl)
- „Heinrich Heines ‚chinesische Prinzessin‘ und seine beiden ‚chinesischen Gelehrten‘ sowie deren Bedeutung für die Anfänge der deutschen Sinologie“. In: NOAG 144 (1988); S. 81–109.
- „Adelbert von Chamissos chinesisches Siegel.“ In: NOAG 157–158 (1995); S. (159)–164.
- „Werther und Lotte auf Glas. Goethes ‚chinesischer Ruhm‘.“ In: NOAG 175–176 (2004); S. 139–144.
- Anonym (Schwarz, Rainer): „Die Geschichte des Steins, auch bekannt unter Franz Kuhns Paraphrase Der Traum der Roten Kammer. Vorabdruck von Rainer Schwarz‘ Übertragung des 18. Kapitels. Mit Erläuterungen von Hartmut Walravens und Martin Woesler.“ In: DCG Mitteilungsblatt 47 (1/2004); S. 42–59.
- „Einige Bemerkungen zur deutschen Neuübersetzung des 紅樓夢 Hongloumeng. Zur Frage der chinesischen Vorlagen der deutschen Hongloumeng-Übersetzungen.“ In: NOAG 181/182 (2007); S. 187–195.
- „Der Traum ist aus im Sonnenhaus. Martin Woeslers Übersetzung der Kapitel 81 bis 120 des Hongloumeng“ 紅樓夢. In: Monumenta Serica 58 (2010); S. 357–394, DOI: 10.1179/mon.2010.58.1.010
- „Erneutes Nachdenken über den Traum der roten Kammer. Offener Brief an Wolfgang Kubin.“ In: Minima sinica 23 (2011), Nr. 1; S. 148–158.
- „Fortwährende Irrtümer. Martin Woesler über Cao Xueqin.“ Ebenfalls in: Minima sinica. 23 (2011), Nr. 1; S. 159–162.
- „Martin Woesler, der Traum der roten Kammer und die Naturgesetze.“ In: Orientierungen 27 (2015); S. 99–105. (Möglichkeiten und Grenzen des Übersetzens.)
- „Noch einmal zu Heinrich Heines ‚zwey chinesischen Gelehrten‘“. Monumenta Serica: Journal of Oriental Studies (2016, 64. I), S. 173–200.